# جیمز دبلیو هورن
جیمز دبلیو هورن (انگلیسی: James W. Horne؛ ۱۴ دسامبر ۱۸۸۱ – ۲۹ ژوئن ۱۹۴۲) یک کارگردان اهل ایالات متحده آمریکا بود.

## گزیده فیلم‌شناسی
- در گرداگرد شهر (۱۹۳۷)
- دختر کولی (۱۹۳۶)
- بانی اسکاتلند (۱۹۳۵)
- غلیظ‌تر از آب (۱۹۳۵)
- بندرگاه قدیمی! (۱۹۳۲)
- پیامدهای کارهای گذشته (۱۹۳۱)
- لفینگ گریوی (۱۹۳۱)
- زن ما (۱۹۳۱)
- بیوهانکز (۱۹۳۱)
- کسب‌وکار حسابی (۱۹۲۹)
- رام‌کنندگان زن (۱۹۲۶)